# Kesklinn (Tallinn)
Kesklinn (centre en estonià) és un dels vuit districtes administratius (en estonià linnaosa) de Tallinn i té sortida directa a la badia de Tallinn. Té una extensió de 30,56 km² i compta amb una població l'any 2023 de 68.476 habitants. L'illa d'Aegna pertany a aquest districte, així com el llac Ülemiste, que amb una àrea de 9,436 km² és la principal font del sistema de subministrament d'aigua de Tallinn.
Alhora Kesklinn es divideix en 21 subdistrictes o barris (en estonià asum): Aegna, Juhkentali, Kadriorg, Kassisaba, Keldrimäe, Kitseküla, Kompassi, Luite, Maakri, Mõigu, Raua, Sadama, Sibulaküla, Südalinn, Tatari, Tõnismäe, Torupilli, Ülemistejärve, Uus Maailm, Vanalinn i Veerenni.
Cal destacar el subdistricte de Vanalinn o nucli antic de Tallinn, catalogat com a Patrimoni de la Humanitat per la UNESCO. El districte també acull el port de passatgers de Tallinn (en estonià Vanasadam), el principal port de passatgers de l'estat amb línies regulars que connecten la ciutat amb rutes a Hèlsinki (Finlàndia), Estocolm (Suècia) i Sant Petersburg (Rússia), i els centres de negocis relacionats amb el port. La majoria dels edificis públics i culturals de la ciutat es troben a Kesklinn. Aquests inclouen el parlament estonià al castell de Toompea, el govern de la ciutat, el teatre estonià seu de l'Òpera Nacional d'Estònia, la Biblioteca Nacional, els estadis Kadriorg i Kalevi i un nombre considerable de museus, teatres i agències governamentals.
Fora del nucli antic, hi ha diversos llocs d'interès, com ara el palau de Kadriorg a Kadriorg, un edifici barroc construït al segle XVIII per ordre de Pere I de Rússia. Aquí també hi trobem el barri de Rotermanni, els subdistrictes de Tatari i Kassisaba. Aquesta part de la ciutat acull 42 parcs, inclosos els de Kadriorg, Toompark, Hirvepark i el de Tammsaare. La badia de Tallinn s'estén des del Linnahall fins a un memorial de Maarjamäe.

## Empreses a Kesklinn
Aquesta taula mostra les empreses més importants que tenen la seu central al districte de Kesklinn.
| Nom                          | Sector            | Barri dins de Kesklinn |
| ---------------------------- | ----------------- | ---------------------- |
| Admiral Markets              | Finances          | Maakri                 |
| Alexela                      | Petrolier         | Sadama                 |
| Apranga Group                | Venda al detall   | Sadama                 |
| Bank of Estonia              | Banc central      | Südalinn               |
| Bigbank                      | Bancari           | Maakri                 |
| Bolt                         | Transport         | Veerenni               |
| Eesti Rahvusringhääling      | Radio i televisió | Raua                   |
| Espak                        | Venda al detall   | Veerenni               |
| EuroPark Estonia             | Aparcament        | Südalinn               |
| Forum Cinemas Estonia        | Entreteniment     | Sadama                 |
| LHV                          | Bancari           | Kompassi               |
| Liviko                       | Alimentació       | Juhkentali             |
| Luminor                      | Bancari           | Maakri                 |
| Lux Express                  | Transport         | Juhkentali             |
| Ministeri d'Afers Estrangers | Administració     | Sibulaküla             |
| Nasdaq Tallinn               | Finances          | Maakri                 |
| Olerex                       | Petrolier         | Torupilli              |
| Olympic Entertainment Group  | Entreteniment     | Torupilli              |
| Postimees Group              | Comunicació       | Maakri                 |
| SEB Pank                     | Bancari           | Maakri                 |
| Swedbank Eesti               | Bancari           | Veerenni               |
| Tallink                      | Navilier          | Sadama                 |
| Tallinna Kaubamaja Grupp     | Venda al detall   | Südalinn               |
| Toyota Baltic                | Automobilisme     | Ülemistejärve          |